# Handball-Panamerikameisterschaft der Männer 2002
Die Handball-Panamerikameisterschaft der Männer 2002 war die zehnte Austragung der Handball-Panamerikameisterschaft der Männer für Nationalmannschaften Nord-, Zentral- und Südamerikas sowie der Karibik. Organisiert wurde das Turnier von der Pan-American Team Handball Federation. Es wurde vom 10. bis 14. Juli im Estadio Mundialista SAG Villa Ballester in José León Suárez, Gran Buenos Aires, ausgetragen. Die Mannschaften aus Kuba und der Dominikanischen Republik zogen ihre Teilnahme aus finanziellen Gründen zurück und wurden durch Mexiko und Paraguay ersetzt. Das Team aus Argentinien gewann ihren zweiten Titel und qualifizierte sich wie die nächstplatzierten Brasilianer und Grönländer für die Weltmeisterschaft 2003.

## Turnierverlauf

### Gruppe A
Legende
| Pl. | Land        | Sp. | S | U | N | Tore    | Diff. | Punkte |
| --- | ----------- | --- | - | - | - | ------- | ----- | ------ |
| 1.  | Argentinien | 3   | 3 | 0 | 0 | 089:300 | +59   | 6      |
| 2.  | Brasilien   | 3   | 2 | 0 | 1 | 097:430 | +54   | 4      |
| 3.  | Kolumbien   | 3   | 1 | 0 | 2 | 039:930 | −54   | 2      |
| 4.  | Mexiko      | 3   | 0 | 0 | 3 | 057:980 | −41   | 0      |

Anmk.: Bei Punktgleichheit entschied der direkte Vergleich, dann das Torverhältnis.
| 10. Juli 2002 18.30 Uhr | Brasilien | 42:10 | Mexiko | Estadio Mundialista SAG Villa Ballester, José León Suárez |
| 10. Juli 2002 18.30 Uhr | (16:4)    |       |        | Estadio Mundialista SAG Villa Ballester, José León Suárez |
| 10. Juli 2002 18.30 Uhr |           |       |        | Estadio Mundialista SAG Villa Ballester, José León Suárez |

| 10. Juli 2002 21.00 Uhr | Argentinien | 36:08 | Kolumbien | Estadio Mundialista SAG Villa Ballester, José León Suárez |
| 10. Juli 2002 21.00 Uhr | (16:4)      |       |           | Estadio Mundialista SAG Villa Ballester, José León Suárez |
| 10. Juli 2002 21.00 Uhr |             |       |           | Estadio Mundialista SAG Villa Ballester, José León Suárez |

| 11. Juli 2002 19.00 Uhr | Brasilien | 40:12 | Kolumbien | Estadio Mundialista SAG Villa Ballester, José León Suárez |
| 11. Juli 2002 19.00 Uhr | (17:6)    |       |           | Estadio Mundialista SAG Villa Ballester, José León Suárez |
| 11. Juli 2002 19.00 Uhr |           |       |           | Estadio Mundialista SAG Villa Ballester, José León Suárez |

| 11. Juli 2002 21.00 Uhr | Argentinien | 32:07 | Mexiko | Estadio Mundialista SAG Villa Ballester, José León Suárez |
| 11. Juli 2002 21.00 Uhr | (16:4)      |       |        | Estadio Mundialista SAG Villa Ballester, José León Suárez |
| 11. Juli 2002 21.00 Uhr |             |       |        | Estadio Mundialista SAG Villa Ballester, José León Suárez |

| 12. Juli 2002 15.00 Uhr | Kolumbien | 19:17 | Mexiko | Estadio Mundialista SAG Villa Ballester, José León Suárez |
| 12. Juli 2002 15.00 Uhr | (14:10)   |       |        | Estadio Mundialista SAG Villa Ballester, José León Suárez |
| 12. Juli 2002 15.00 Uhr |           |       |        | Estadio Mundialista SAG Villa Ballester, José León Suárez |

| 12. Juli 2002 | Argentinien | 21:15 | Brasilien | Estadio Mundialista SAG Villa Ballester, José León Suárez |
| 12. Juli 2002 | (12:7)      |       |           | Estadio Mundialista SAG Villa Ballester, José León Suárez |
| 12. Juli 2002 |             |       |           | Estadio Mundialista SAG Villa Ballester, José León Suárez |

### Gruppe B
Legende
| Pl. | Land               | Sp. | S | U | N | Tore    | Diff. | Punkte |
| --- | ------------------ | --- | - | - | - | ------- | ----- | ------ |
| 1.  | Grönland           | 3   | 3 | 0 | 0 | 079:510 | +28   | 6      |
| 2.  | Vereinigte Staaten | 3   | 2 | 0 | 1 | 079:640 | +15   | 4      |
| 3.  | Chile              | 3   | 1 | 0 | 2 | 057:720 | −15   | 2      |
| 4.  | Paraguay           | 3   | 0 | 0 | 3 | 062:900 | −28   | 0      |

Anmk.: Bei Punktgleichheit entschied der direkte Vergleich, dann das Torverhältnis.
| 10. Juli 2002 14.30 Uhr | Chile  | 25:23 | Paraguay | Estadio Mundialista SAG Villa Ballester, José León Suárez |
| 10. Juli 2002 14.30 Uhr | (11:8) |       |          | Estadio Mundialista SAG Villa Ballester, José León Suárez |
| 10. Juli 2002 14.30 Uhr |        |       |          | Estadio Mundialista SAG Villa Ballester, José León Suárez |

| 10. Juli 2002 16.30 Uhr | Grönland | 24:20 | Vereinigte Staaten | Estadio Mundialista SAG Villa Ballester, José León Suárez |
| 10. Juli 2002 16.30 Uhr | (13:11)  |       |                    | Estadio Mundialista SAG Villa Ballester, José León Suárez |
| 10. Juli 2002 16.30 Uhr |          |       |                    | Estadio Mundialista SAG Villa Ballester, José León Suárez |

| 11. Juli 2002 15.00 Uhr | Vereinigte Staaten | 24:16 | Chile | Estadio Mundialista SAG Villa Ballester, José León Suárez |
| 11. Juli 2002 15.00 Uhr | (12:8)             |       |       | Estadio Mundialista SAG Villa Ballester, José León Suárez |
| 11. Juli 2002 15.00 Uhr |                    |       |       | Estadio Mundialista SAG Villa Ballester, José León Suárez |

| 11. Juli 2002 17.00 Uhr | Grönland | 30:15 | Paraguay | Estadio Mundialista SAG Villa Ballester, José León Suárez |
| 11. Juli 2002 17.00 Uhr | (15:9)   |       |          | Estadio Mundialista SAG Villa Ballester, José León Suárez |
| 11. Juli 2002 17.00 Uhr |          |       |          | Estadio Mundialista SAG Villa Ballester, José León Suárez |

| 12. Juli 2002 17.00 Uhr | Grönland | 25:16 | Chile | Estadio Mundialista SAG Villa Ballester, José León Suárez |
| 12. Juli 2002 17.00 Uhr | (15:5)   |       |       | Estadio Mundialista SAG Villa Ballester, José León Suárez |
| 12. Juli 2002 17.00 Uhr |          |       |       | Estadio Mundialista SAG Villa Ballester, José León Suárez |

| 12. Juli 2002 19.00 Uhr | Vereinigte Staaten | 35:24 | Paraguay | Estadio Mundialista SAG Villa Ballester, José León Suárez |
| 12. Juli 2002 19.00 Uhr | (13:15)            |       |          | Estadio Mundialista SAG Villa Ballester, José León Suárez |
| 12. Juli 2002 19.00 Uhr |                    |       |          | Estadio Mundialista SAG Villa Ballester, José León Suárez |

### Platzierungsrunde
| 13. Juli 2002 14.00 Uhr | Paraguay | 32:22 | Kolumbien | Estadio Mundialista SAG Villa Ballester, José León Suárez |
| 13. Juli 2002 14.00 Uhr | (16:9)   |       |           | Estadio Mundialista SAG Villa Ballester, José León Suárez |
| 13. Juli 2002 14.00 Uhr |          |       |           | Estadio Mundialista SAG Villa Ballester, José León Suárez |

| 13. Juli 2002 16.00 Uhr | Chile  | 28:25 | Mexiko | Estadio Mundialista SAG Villa Ballester, José León Suárez |
| 13. Juli 2002 16.00 Uhr | (11:9) |       |        | Estadio Mundialista SAG Villa Ballester, José León Suárez |
| 13. Juli 2002 16.00 Uhr |        |       |        | Estadio Mundialista SAG Villa Ballester, José León Suárez |

### Halbfinale
| 13. Juli 2002 18.00 Uhr | Brasilien | 25:21 | Grönland | Estadio Mundialista SAG Villa Ballester, José León Suárez |
| 13. Juli 2002 18.00 Uhr | (11:5)    |       |          | Estadio Mundialista SAG Villa Ballester, José León Suárez |
| 13. Juli 2002 18.00 Uhr |           |       |          | Estadio Mundialista SAG Villa Ballester, José León Suárez |

| 13. Juli 2002 20.00 Uhr | Argentinien | 28:19 | Vereinigte Staaten | Estadio Mundialista SAG Villa Ballester, José León Suárez |
| 13. Juli 2002 20.00 Uhr | (15:11)     |       |                    | Estadio Mundialista SAG Villa Ballester, José León Suárez |
| 13. Juli 2002 20.00 Uhr |             |       |                    | Estadio Mundialista SAG Villa Ballester, José León Suárez |

### Spiel um Platz 7
| 14. Juli 2002 13.00 Uhr | Mexiko | 23:20 | Kolumbien | Estadio Mundialista SAG Villa Ballester, José León Suárez |
| 14. Juli 2002 13.00 Uhr | (9:12) |       |           | Estadio Mundialista SAG Villa Ballester, José León Suárez |
| 14. Juli 2002 13.00 Uhr |        |       |           | Estadio Mundialista SAG Villa Ballester, José León Suárez |

### Spiel um Platz 5
| 14. Juli 2002 15.00 Uhr | Chile   | 24:20 | Paraguay | Estadio Mundialista SAG Villa Ballester, José León Suárez |
| 14. Juli 2002 15.00 Uhr | (12:10) |       |          | Estadio Mundialista SAG Villa Ballester, José León Suárez |
| 14. Juli 2002 15.00 Uhr |         |       |          | Estadio Mundialista SAG Villa Ballester, José León Suárez |

### Spiel um Platz 3
| 14. Juli 2002 17.00 Uhr | Grönland | 27:07 | Vereinigte Staaten | Estadio Mundialista SAG Villa Ballester, José León Suárez |
| 14. Juli 2002 17.00 Uhr | (11:2)   |       |                    | Estadio Mundialista SAG Villa Ballester, José León Suárez |
| 14. Juli 2002 17.00 Uhr |          |       |                    | Estadio Mundialista SAG Villa Ballester, José León Suárez |

### Finale
| 14. Juli 2002 19.00 Uhr | Argentinien | 22:21 | Brasilien | Estadio Mundialista SAG Villa Ballester, José León Suárez |
| 14. Juli 2002 19.00 Uhr | (9:11)      |       |           | Estadio Mundialista SAG Villa Ballester, José León Suárez |
| 14. Juli 2002 19.00 Uhr |             |       |           | Estadio Mundialista SAG Villa Ballester, José León Suárez |

## Platzierungen
Legende
| Rang | Mannschaft |
| ---- | --- |
|      | Argentinien Kader: Christian Canzoniero, Lucas Cruz Guerra, Germán Pardales, Cristian Plati, Martiniano Molina, Gonzalo Viscovich, Andrés Kogovsek, Federico Besasso, Martín Viscovich, Eric Gull, Roberto Morlacco, Rodolfo Jung, Sergio Crevatín, Gonzalo Carou, Bruno Civelli, Alejo Carrara. Trainer: Mauricio Torres. |
|      | Brasilien |
|      | Grönland |
| 4    | Vereinigte Staaten |
| 5    | Chile |
| 6    | Paraguay |
| 7    | Mexiko |
| 8    | Kolumbien |